# Condado de Barbour (Virginia Occidental)
El condado de Barbour (en inglés: Barbour County), fundado en 1843, es uno de los 55 condados del estado estadounidense de Virginia Occidental. En el año 2000 tenía una población de 15.557 habitantes con una densidad poblacional de 18 personas por km². La sede del condado es Philippi.

## Geografía
Según la Oficina del Censo, el condado tiene un área total de 888 km² (342,9 mi²), de la cual 883 km² (340,9 mi²) es tierra y 5 km² (1,9 mi²) (0.57%) es agua.

### Condados adyacentes
- Condado de Taylor - norte
- Condado de Tucker - este
- Condado de Randolph - sureste
- Condado de Upshur - suroeste
- Condado de Harrison - oeste
- Condado de Preston - noreste

### Carreteras
- U.S. Highway 119
- U.S. Highway 250
- Ruta de Virginia Occidental 20
- Ruta de Virginia Occidental 38
- Ruta de Virginia Occidental 57
- Ruta de Virginia Occidental 76
- Ruta de Virginia Occidental 92

## Demografía
En el 2000 la renta per cápita promedia del condado era de $24,729, y el ingreso promedio para una familia era de $29,722. En 2000 los hombres tenían un ingreso per cápita de $24,861 versus $17,433 para las mujeres. El ingreso per cápita para el condado era de $12,440. Alrededor del 18.40% de la población estaba bajo el umbral de pobreza nacional.

## Ciudades y pueblos

### Comunidades incorporadas
- Belington
- Junior
- Philippi

### Comunidades no incorporadas
| - Adaland - Adma - Arden - Audra - Bear Mountain - Berryburg - Berryburg Junction - Boulder - Brownton - Calhoun - Carrollton - Century - Century Junction - Claude - Clemtown - Corder Crossing | - Corley - Cove Run - Dartmoor - Dent - Elk City - Finegan Ford - Gage - Galloway - Hall - Hiram - Hopewell - Independence - Jones - Kalamazoo - Kasson | - Kirt - Lantz - Longview - Mansfield - Meadowville - Meriden - Middle Fork - Moatsville - Mount Liberty - Murphy - Nestorville - Overfield - Peeltree - Pepper - Pleasure Valley | - Rangoon - Stringtown - Tacy - Talbott - Tygart Junction - Union - Valley Bend - Valley Furnace - Vannoys Mill - Volga - Weaver Community - Wellington Heights - Werner - West Junior |